# Grå vårtbitare
Grå vårtbitare (Platycleis albopunctata) är en art i insektsordningen hopprätvingar som tillhör familjen vårtbitare, Tettigoniidae. 
Denna vårtbitare finns i delar av Europa, däribland i Sverige. Dess habitat är områden med låg och torr vegetation, som soliga sluttningar och sandiga, öppna marker. Grundfärgen på kroppen är gråaktig till brunaktig, ofta med rödbruna inslag på ovansidan av huvudet och nackskölden. Vingarna är långa. 
Till levnadssättet är den grå vårtbitaren en omnivor, som både äter växter och tar andra mindre insekter. Hanen stridulerar, det vill säga spelar, för att locka till sig honor och sången består av ett ganska svagt ”zirr”. 